# خلیج وارنا
خلیج وارنا (به لاتین: Gulf of Varna) یک خلیج و خور (جغرافیا) در بلغارستان است که در وارنا واقع شده‌است.